# Dorotea Bromberg
Dorotea (Dorota) Ewa Bromberg, född 7 december 1952 i Warszawa, är en svensk bokförläggare.
Hon emigrerade till Sverige 1970 efter antisemitiska förföljelser i Polen. Tillsammans med sin far Adam Bromberg grundade hon bokförlaget Brombergs 1975. Förlaget har under åren gett ut böcker av fyra författare som senare fått Nobelpriset i litteratur, Isaac Bashevis Singer, Czesław Miłosz, Octavio Paz och J.M. Coetzee.
Dorotea Bromberg har varit Sommarvärd i P1 två gånger, den 8 juli 1983 och 15 juni 2004.

## Utmärkelser
- 1996 - H.M. Konungens medalj för framstående insatser i det svenska kulturlivet, 8:e storleken i högblått band.
- 2009 – Kungliga Patriotiska Sällskapets Näringslivsmedalj för att genom sitt entreprenörskap bidragit till att utveckla svenskt näringsliv.
- 2019 – London Book Fairs Lifetime Achievement Award[1]
- 2023 – Jackie Jakobowski-priset av Judisk Krönika[2]